# Faulbach (Elbbach)
Der Faulbach ist ein gut drei Kilometer langer, orografisch linker und östlicher Zufluss des Elbbachs in der Ortschaft Hadamar im mittelhessischen Landkreis Limburg-Weilburg.

## Geographie

### Verlauf
Der Faulbach entspringt etwa 450 Meter südöstlich des Hadamarer Stadtteils Niederweyer auf einer Höhe von 230 m ü. NHN an der Straßenböschung der Bundesstraße 54. 
Er fließt durchgängig in westlicher Richtung und unterquert dabei die Kreisstraße 498. Zunächst hat der Faulbach den Charakter eines Wassergrabens durch Acker- und Grünland. Nach etwas mehr als einem Kilometer erreicht er den Rand des nach ihm benannten Orts Faulbach und damit zugleich das Stadtgebiet von Hadamar. Von dort an begleitet ein schmaler Streifen von Auengehölzen den Bach. Zugleich verläuft er von nun an in einem schwach eingeschnittenen Tal. 
Am Rand von Faulbach speist das Gewässer den einzigen größeren Teich in seinem Verlauf. Der Bachlauf setzt sich am südlichen Rand der Ortslage von Faulbach und dem südöstlichen der Hadamarer Kernstadt entlang fort. Nach einem weiteren guten Kilometer weitet sich die Auwaldzone auf einer Strecke von rund 400 Metern deutlich aus und geht in angrenzende Gärten über. Anschließend ist der Faulbach für rund 200 Meter durch die Hadamarer Innenstadt vollständig verrohrt und biegt auf dieser Strecke nach Südwesten ab. 
Am Westrand des Naturschutzgebiets Kalksteinbruch bei Hadamar und damit bereits im Auwald des Elbbachs kommt der Faulbach wieder ans Tageslicht und mündet nach weiteren rund 100 Metern auf 136 m ü. NHN linksseitig in den Elbbach.
Aus dem Höhenunterschied von 94 Metern errechnet sich ein mittleres Sohlgefälle von 28 ‰. Sein etwa 3,7 km² großes Einzugsgebiet entwässert er über Elbbach, Lahn und Rhein zur Nordsee.

### Flusssystem Elbbach
- Fließgewässer im Flusssystem Elbbach